# Togruták
A togruták a Csillagok háborúja elképzelt univerzumának egyik értelmes népe, ami a Shili bolygón őshonos, bár más bolygókon is vannak településeik.

## Leírásuk
A togruták emberszerű élőlények, legfőbb jellemzőjük az úgynevezett montral, azaz „fej farok”, ami egyfajta szarv, aminek lefelé rugalmas vége van. A twi’lekektől eltérően, akiknek két lekkujuk van, a togrutáknak 3 ilyen szervük van, kettő elöl, egy hátrafelé nyúlik le. A montral csíkos, ez a rejtőzködést segítette az ősidőkben. Mivel a montral képes az ultrahangokat felfogni, a togruták passzív echolokációval rendelkeznek. Ezzel könnyebben meg tudják határozni a környezetükben levő mozgó tárgyak helyét a térben. A montral rugalmas vége a togruták közti kommunikációban is fontos szerepet játszik. A togruták között nagyon jó az együttműködés, kultúrájukban aligha létezik az individualizmus fogalma.
Békés faj, ennek ellenére meglepően jól harcolnak.
A togruták anyanyelve a togruti nyelv, emellett sokan a galaktikus közös nyelvet is beszélik.

## Történelem
Sok xenobiológus úgy véli, hogy a togruta faj igen ősi, amit arra alapoznak, hogy már 25 000 évvel a Galaktikus Polgárháború előtt a jedi rend tagjai voltak, amikor az megalakult.
A togruták tízezrei költöztek a Kiros bolygóra, melynek szikláin kolóniákat építettek.

## Megjelenésük a filmekben
A Csillagok háborúja világában elég kevés togrutával találkozhatunk. Közülük csak kettőről tudunk többet.
- Shaak Ti a Shili bolygóról származó, togruta fajú női Jedi mester volt és a Jeditanács tagja több éven át. Azon kevesek közé tartozott, akik túlélték a geonosisi csatát, majd ezután Grievous tábornok ellen harcolt Ki-Adi-Mundi, Aayla Secura, K'Kruhk, Daakman Barrek, Tarr Seirr és Sha'a Gi Jedi mesterekkel.

A filmekben emberi szem számára érzékelhetően gyakorlatilag nem jelenik meg. Első „jelenete” a Klónok támadása Petranaki aréna-színén van: miután Windu mester belopakodik a nézőtérre és Jango Fett nyakára teszi a fénykardját, a nézőtéren látható három jedi (Plo Koon, Ki-Adi-Mundi, és valószínűleg, hátulról Coleman Trebor), ezután a kamera pár kocka erejéig két, az arénában feltűnő barna köpenyes jedit mutat, lelassítva látható, hogy egyikük Shaak Ti. Így tehát részt vett az első geonosisi csatában. Egy valamivel hosszabb jelenetben is látható, amikor S. Tiin és L. Unduli társaságában beszáll a megmentésükre érkező LAAT siklók egyikébe, majd Mace Windu, Kit Fisto és mások is követik őket. Hosszabb jelenete is lett volna a Sithek bosszújában, de ezt kivágták a végső változatból. Eszerint Grievous tábornok végzett vele Obi-Wan Kenobi és Anakin Skywalker szeme láttára a Láthatatlan Kéz konföderációs zászlóshajón a Coruscant feletti űrcsata során. Azonban a Star Wars: The Force Unleashed videójátékban Darth Vader titkos tanítványa, Galen Marek öli meg.
A „Klónok háborúja” című sorozat szerint ő felügyelte a Rend képviseletében a Kamino bolygón a klónok kiképzését.
- Ahsoka Tano togruta lány, Anakin Skywalker tanítványa, azaz padavanja. Ahsokát cserfessége és pimaszsága miatt Skywalker rögtön a megismerkedésük alkalmával „Szájas”-nak (angolul: Snipes) kezdte nevezni. Ahsoka „A klónok háborúja” című sorozatban több részben is szerepel.

## Fordítás
- Ez a szócikk részben vagy egészben  a   List of Star Wars creatures című angol Wikipédia-szócikk ezen változatának fordításán alapul.  Az eredeti cikk szerkesztőit annak laptörténete sorolja fel. Ez a jelzés csupán a megfogalmazás eredetét és a szerzői jogokat jelzi, nem szolgál a cikkben szereplő információk forrásmegjelöléseként.